# Пйотр Рейсс
Пйотр Рейсс (пол. Piotr Reiss, нар. 20 червня 1972, Познань) — польський футболіст, що грав на позиції нападника, зокрема за «Лех», а також національну збірну Польщі.

## Клубна кар'єра
Вихованець системи підготовки гравців «Леха» з рідної Познані. У сезоні 1990/91 почав залучатися до складу його головної команди, утім дебютував у дорослому футболі виступами 1991 року за нижчолігову «Котвіку» (Корнік).
Згодом провів сезон 1993/94 у складі «Аміки» (Вронкі), після чого повернувся до «Леха», де став не лише гравцем основного складу, але й одним з лідерів атак. На початку 1999 року перебрався до Німеччини, приєднавшись до берлінської «Герти». За півроку перейшов до  «Дуйсбурга», ще за рік повернувся до «Герти», а другу половину 2001 року провів у «Гройтері».
На початку 2002 року повернувся на батьківщину, де на наступні сім з половиною років знову став основним нападником. Двічі, у 2004 і 2009 роках, допомогав команді здобувати Кубок Польщі. У сезоні 2006/07 забив 15 голів в іграх Екстракляси, чого виявилося достатньо аби стати найкращим бомбардиром турніру.
Протягом 2009–2012 років уже наддосвідчений нападник грав за іншу познанську команду, «Варту», у другому польському дивізіоні. Але завершував ігрову кар'еру в рідному «Леху», за команду якого 40-річний нападник провів вісім ігор в сезоні 2012/13.

## Виступи за збірну
1998 року дебютував в офіційних матчах у складі національної збірної Польщі. Загалом протягом трьох років провів у формі національної команди 4 матчі, забивши 1 гол.

## Титули і досягнення

### Командні
- Володар Кубка Польщі (2):

«Лех»: 2003-2004, 2008-2009
- Володар Суперкубка Польщі (2):

«Лех»: 1990, 2004

### Особисті
- Найкращий бомбардир Екстракляси (1):

2006-2007 (15 голів)